# Battambang
Battambang (kambodžsky ក្រុងបាត់ដំបង, Bát Dambang) je město v severozápadní Kambodži nedaleko thajských hranic a správní centrum stejnojmenné provincie. Žije v něm okolo dvou set tisíc obyvatel a je tak druhým největším městem v zemi.
Město je staré nejméně pět set let, jeho název znamená „ztracená hůl“ a souvisí s legendou o obrovi s kouzelnou holí, který se stal místním králem (ve městě stojí jeho socha). V letech 1795–1907 a 1941–1946 byl Battambang pod thajskou nadvládou. Město je známé díky produkci rýže a ovoce, v okolí se těží fosfáty, rozvíjí se turistický ruch. Leží na cestě z Phnompenhu do Bangkoku, má vlastní letiště, řeka Sangker ho spojuje s jezerem Tonlésap. Po opuštěné železniční trati do města jezdí improvizované vláčky zvané norry neboli „bambusový vlak“, sloužící k dopravě osob i zboží. Město má řadu památek koloniální architektury, muzeum a velkou tržnici, významnými památkami v okolí jsou chrámy z období Khmérského království Wat Ek Phnom a Prasat Snung i hora Phnom Sampeau, v jejíchž jeskyních byla nalezena těla mnoha lidí zavražděných během vlády Rudých Khmerů.

## Partnerská města
- Kleinmachnow (Německo)
- Stockton (USA)